# 托氏副平鰭鮠
托氏副平鰭鮠，為輻鰭魚綱鯰形目平鰭鮠科的其中一種，為熱帶淡水魚，被IUCN列為易危保育類動物，分布於非洲幾內亞Mamou及Kogon河流域，體長可達5.1公分，棲息在底層水域，生活習性不明。

## 擴展閱讀
維基物種上的相關：托氏副平鰭鮠